# Пыжьянов, Сергей Николаевич
Серге́й Никола́евич Пыжья́нов (род. 24 октября 1960 года, Кемь, СССР) — советский и российский стрелок, выступавший в стрельбе из пистолета, серебряный призёр Олимпийских игр 1992 года, многократный чемпион мира.

## Карьера
Сергей Пыжьянов начал выступать на соревнованиях по спортивной стрельбе в тринадцатилетнем возрасте. В конце 1970-х он выигрывал молодёжные первенства Европы, а в 1980 году попал в состав советской сборной на домашнюю Олимпиаду. В Москве девятнадцатилетний стрелок выступил только в стрельбе из произвольного пистолета с 50 метров и занял в этом виде шестое место.
В 1986 году Пыжьянов завоевал три золотые медали на чемпионате мира в Зуле. Он выиграл личное первенство в стрельбе из пистолета на дистанции 50 метров, командное соревнование в этом же виде, а также вместе с Афанасием Кузьминым и Игорем Басинским выиграл командное первенство в стрельбе из стандартного пистолета. Советские стрелки показали результат 1725 очков, что является действующим мировым рекордом.
Четыре года спустя, на чемпионате мира в Москве Пыжьянов завоевал четыре золота, серебро и бронзу. При этом в командном соревновании по стрельбе из пистолета центрального боя он с Кузьминым и Мирославом Игнатюком установил мировой рекорд (1762 очка), который пока так же не превзойдён.
На Олимпиаде в Барселоне Пыжьянов завоевал свою единственную олимпийскую медаль. В стрельбе из пневматического пистолета он стал вторым, уступив китайцу Ван Ифу. В стрельбе из пистолета с пятидесяти метров он занял 16 место и не прошёл в финальный раунд.
На Олимпиаде в Атланте был близок ко второму медальному успеху, но в стрельбе из пневматического пистолета стал четвёртым, уступив болгарину Таню Кирякову в борьбе за бронзу всего 0.3 балла.